# اویسیس (نوادا)
اویسیس، نوادا (به انگلیسی: Oasis, Nevada) یک سکونتگاه مسکونی در ایالات متحده آمریکا است که در شهرستان ایلکو، نوادا واقع شده‌است.

## خصوصیات
اویسیس ۲۹ نفر جمعیت دارد.